# Lipí
Lipí (en allemand : Lippen) est une commune du district de České Budějovice, dans la région de Bohême-du-Sud, en République tchèque. Sa population s'élevait à 669 habitants en 2023.

## Géographie
Lipí se trouve à 10 km à l'ouest-sud-ouest de České Budějovice et à 126 km au sud de Prague.
La commune est limitée par Dubné au nord, par Homole à l'est, par Závraty, Hradce et Vrábče au sud, et par Habří à l'ouest.

## Histoire
La première mention écrite du village date de 1389.

## Transports
Par la route, Lipí se trouve à 11 km de České Budějovice et à 162 km de Prague.